# Emiliano Zapata, Amatán
Emiliano Zapata är en ort i Mexiko.   Den ligger i kommunen Amatán och delstaten Chiapas, i den sydöstra delen av landet, 700 km öster om huvudstaden Mexico City. Emiliano Zapata ligger 639 meter över havet och antalet invånare är 266.
Terrängen runt Emiliano Zapata är kuperad åt nordväst, men åt sydost är den bergig. Terrängen runt Emiliano Zapata sluttar norrut. Runt Emiliano Zapata är det ganska tätbefolkat, med 90 invånare per kvadratkilometer. Närmaste större samhälle är Amatán, 7,1 km nordväst om Emiliano Zapata. I omgivningarna runt Emiliano Zapata växer i huvudsak städsegrön lövskog.